# Swertia luquanensis
Swertia luquanensis är en gentianaväxtart som beskrevs av Shang Wu Liu och T.N. Ho. Swertia luquanensis ingår i släktet Swertia och familjen gentianaväxter. Inga underarter finns listade i Catalogue of Life.